# کاراللیادا کاندگامدا
کاراللیادا کاندگامدا (به لاتین: Karalliyadda Kandegammedda) یک منطقهٔ مسکونی در سری‌لانکا است که در استان مرکزی (سری‌لانکا) واقع شده‌است.